# ランプ関数

ランプ関数のグラフ

ランプ関数（英: ramp function）とは、一変数の実関数であり、独立変数とその絶対値の平均として容易に求められる。区分線形関数。
この関数は工学において（DSPの理論など）応用を持つ。"ramp function"の名は、グラフの形状が傾斜路（英: ramp）に似ていることに由来する。

## 定義
ランプ関数 R(x) : R → R には幾つかの同値な定義が存在する。
- 場合分け
{\displaystyle R(x):={\begin{cases}x,&x\geq 0\\0,&x<0\end{cases}}}
- 指数 1 の切断冪関数
{\displaystyle R(x):=x_{+}}
- 最大値関数
{\displaystyle R(x):=\max(x,0)}
- 傾きが1の直線とその絶対値との平均[1]
{\displaystyle R(x):={\frac {x+|x|}{2}}}
- 傾きが1の直線とヘビサイド関数との積
{\displaystyle R\left(x\right):=xH\left(x\right)}
- ヘビサイド関数とそれ自身の畳み込み
{\displaystyle R\left(x\right):=H\left(x\right)*H\left(x\right)}
- ヘビサイド関数の積分
{\displaystyle R(x):=\int _{-\infty }^{x}H(\xi )\mathrm {d} \xi }
- マコーレーの括弧
{\displaystyle R(x):=\langle x\rangle }

## 解析的性質

### 非負性
ランプ関数は定義域全体で非負となる。
{\displaystyle \forall x\in \mathbf {R} :R(x)\geq 0}
そのため、関数の値はその絶対値に等しい。
{\displaystyle |R(x)|=R(x)}

### 導関数
ランプ関数の導関数はヘビサイド関数に等しい。
{\displaystyle R'(x)=H(x)\ \mathrm {if} \ x\neq 0}

### 二階導関数
ランプ関数は次の微分方程式を満たす。但し δ(x) はディラックのデルタ関数である。
{\displaystyle {\frac {\operatorname {d} ^{2}}{\operatorname {d} x^{2}}}R(x-x_{0})=\delta (x-x_{0})}
これは、R(x) が二階微分作用素のグリーン関数であることを意味する。これにより、可積分な二階導関数 f′′(x) を持つ任意の関数 f(x) は、a < x < b のとき次の方程式を満たす。
{\displaystyle f(x)=f(a)+(x-a)f'(a)+\int _{a}^{b}R(x-s)f''(s)\operatorname {d} s}

### フーリエ変換
ランプ関数のフーリエ変換は次の通りとなる。
{\displaystyle {\mathcal {F}}\left\{R(x)\right\}(f)} {\displaystyle =} {\displaystyle \int _{-\infty }^{\infty }R(x)e^{-2\pi ifx}dx} {\displaystyle =} {\displaystyle {\frac {i\delta '(f)}{4\pi }}-{\frac {1}{4\pi ^{2}f^{2}}}}
ここで δ(x) は ディラックのデルタ関数（式中では導関数が使用されていることに注意）。

### ラプラス変換
ランプ関数の片側ラプラス変換は次の通りとなる。
{\displaystyle {\mathcal {L}}\left\{R\left(x\right)\right\}(s)=\int _{0}^{\infty }e^{-sx}R(x)dx={\frac {1}{s^{2}}}.}

## 代数的性質

### 冪等性
ランプ関数の任意の反復合成はランプ関数に等しい。
{\displaystyle R(R(x))=R(x)}